# Long Ashton
Long Ashton – wieś w Anglii, w hrabstwie ceremonialnym Somerset, w dystrykcie (unitary authority) North Somerset. Leży 6 km na południowy zachód od miasta Bristol i 176 km na zachód od Londynu. W 2001 miejscowość liczyła 4981 mieszkańców.